# Fränkischer Rotweinwanderweg

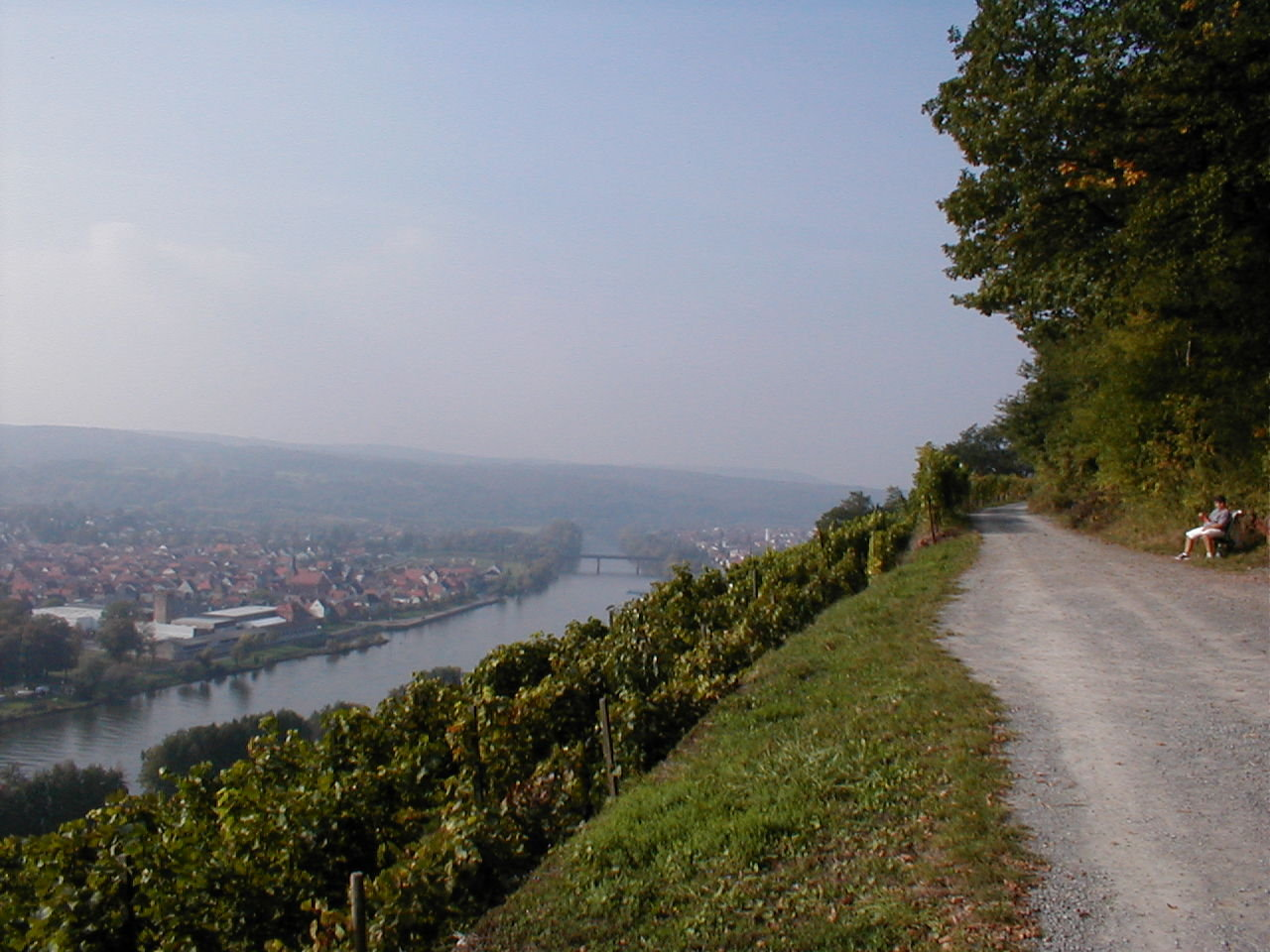
Der Fränkische Rotweinwanderweg zwischen Erlenbach und Klingenberg

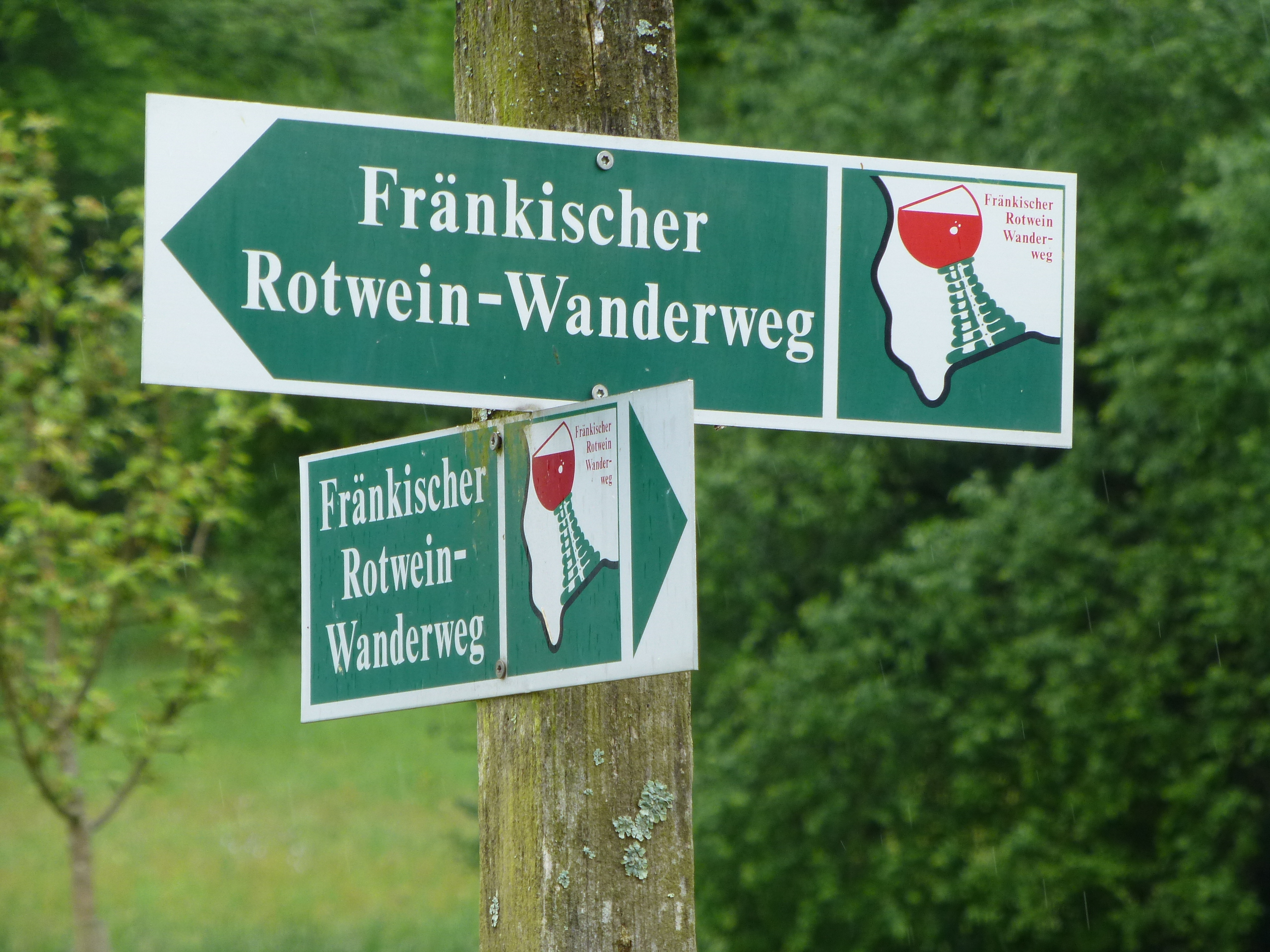
Die Beschilderung des Fränkischen Rotweinwanderweges

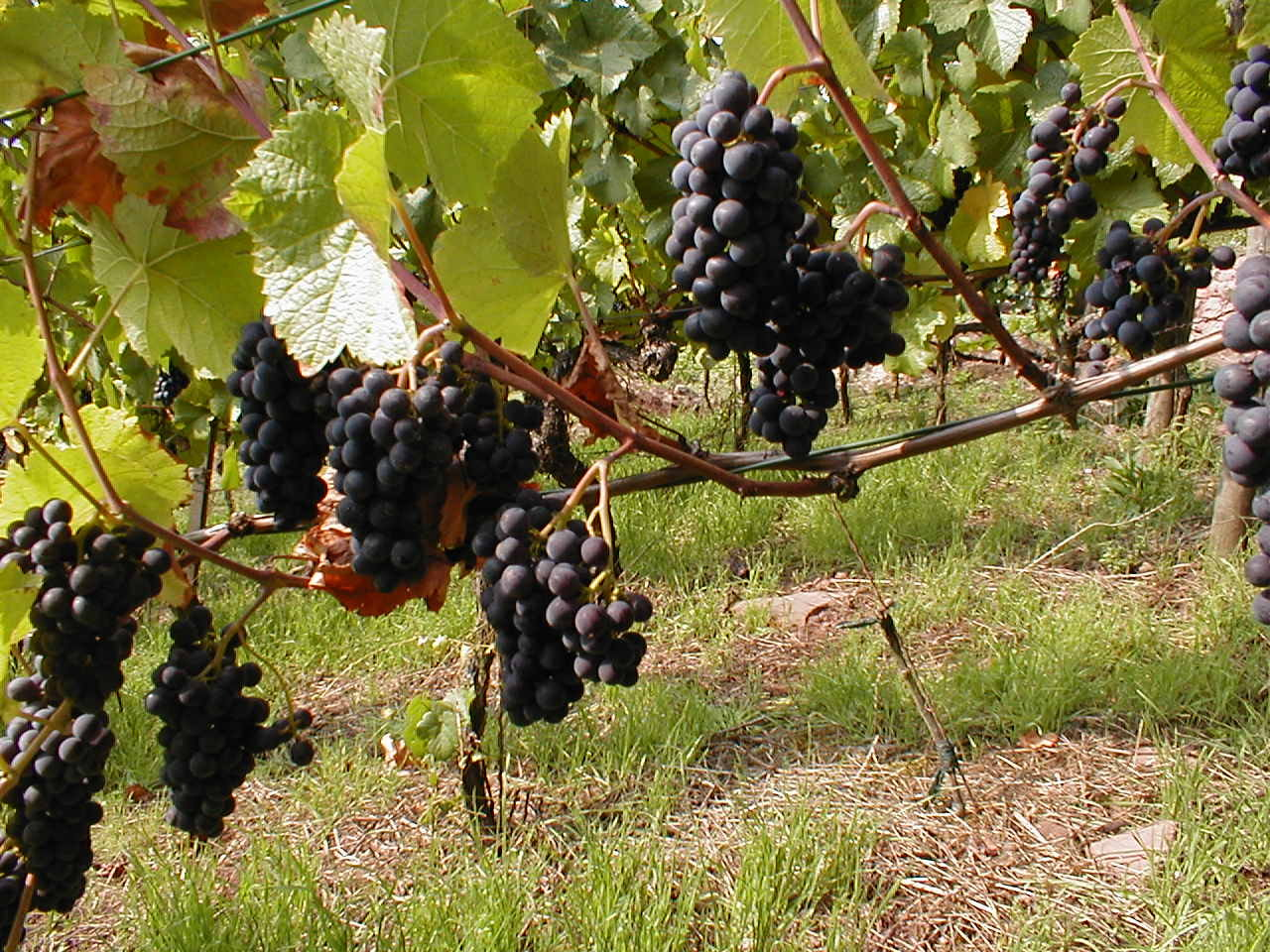
Weintrauben am Fränkischen Rotweinwanderweg im Oktober

Der Fränkische Rotweinwanderweg, von den Initiatoren Fränkischer Rotwein-Wanderweg genannt, ist ein regionaler Wanderweg, der im Maintal zwischen Spessart und Odenwald durch Rotweinanbaugebiete führt. Er wurde im Jahr 1990 angelegt und ist rund 79 Kilometer lang. Geographisch gehört die Region zum Bayerischen Untermain in Unterfranken und wird auch als Churfranken bezeichnet. 
Der Weg beginnt am „Lützeltaler Berg“, einer Rotweinlage in Großwallstadt, führt über Großostheim (Lkr. Aschaffenburg), Obernburg, Elsenfeld, Erlenbach, Klingenberg, Großheubach, Miltenberg und endet in Bürgstadt, wo die Erf in den Main mündet. In fast allen diesen Orten gibt es Häckerwirtschaften, die unregelmäßig geöffnet haben.
Die Gegend ist aufgrund des besonderen Mikroklimas und der Besonderheiten des fränkischen Buntsandsteinbodens das bedeutendste Rotweinanbaugebiet in Franken. In acht Weinbauorten des Landkreises Miltenberg gibt es 14 eingetragene Weinbergslagen mit insgesamt 180 Hektar Rebflächen:
- Bürgstadter Mainhölle
- Centgrafenberg
- Dorfprozeltener Predigtstuhl
- Einsiedel
- Erlenbacher Hochberg
- Großheubacher Bischofsberg
- Großwallstadter Lützeltaler Berg
- Jesuitenberg
- Johannisberg
- Klingenberger Schlossberg
- Klostergarten (nur Kloster Engelberg)
- Miltenberger Steingrübler
- Rücker Schalk

In neun weiteren Orten wird nur noch sporadisch Wein angebaut.
Der Fränkische Rotweinwanderweg führt außerdem noch durch eine Gemeinde im Landkreis Aschaffenburg, Großostheim mit den Weinbergslagen Heiligenthal, Reischklingenberg und Harstell.